# 植田明浩
植田 明浩（うえだ あきひろ、1965年〈昭和40年〉6月24日 - ）は、日本の環境技官。

## 経歴
岡山県倉敷市出身、岡山県立倉敷青陵高等学校を経て、東京大学農学部林学科を卒業。1988年9月に国家公務員採用Ⅰ種試験（造園）に合格し、翌年4月に環境庁入庁。主に自然環境保全や野生生物保護に従事し、小笠原諸島周辺の海域を保護区に加える自然環境保全法の改正に携わった。
2024年7月1日、環境省自然環境局長に就任。9月には奄美大島で駆除が続けられてきた特定外来生物フイリマングースの根絶宣言を行なった。2025年7月1日、辞職。

## 年譜
基本的な出典
- 1989年
  - 03月：東京大学農学部林学科卒業[3]
  - 04月：環境庁入庁（環境庁長官官房秘書課配属[3]）
- 1996年07月：環境庁企画調整局環境計画課課長補佐
- 1997年07月：環境庁自然保護局野生生物課野生生物専門官
- 2000年07月：環境庁自然保護局計画課課長補佐
- 2001年
  - 01月：環境省自然環境局野生生物課野生生物専門官
  - 04月：環境省自然環境局自然環境計画課課長補佐
- 2005年10月：環境省関東地方環境事務所統括自然保護企画官
- 2007年
  - 07月：環境省自然環境局総務課課長補佐
  - 07月：（併）環境省自然環境局総務課動物愛護管理室長
- 2009年04月：環境省京都御苑管理事務所長
- 2010年
  - 02月：環境省大臣官房付
  - 04月：環境省大臣官房総務課企画官
  - 08月：環境省総務課調査官
- 2011年
  - 07月：環境省九州地方環境事務所保全統括官
  - 07月20日：（併）九州地方環境事務所那覇自然環境事務所長（～2015年6月28日）[3]
- 2015年
  - 06月：環境省大臣官房付
  - 07月：（併）内閣官房内閣参事官（内閣官房副長官補付）
  - 07月：（命）内閣官房まち・ひと・しごと創生本部事務局参事官
  - 07月：（併）内閣府本府地方創生推進室参事官
- 2016年07月01日：環境省自然環境局野生生物課長[9]
- 2017年07月：環境省環境再生・資源循環局参事官（用地補償・求償担当[3]）
- 2018年
  - 07月13日：環境省自然環境局自然環境計画課長[10]
  - 07月13日：（併）内閣府地方創生推進事務局参事官（地域再生担当）（～2021年7月1日）[3]
- 2021年07月01日：財務省長崎税関長[11][12]
- 2023年07月01日：環境省大臣官房地域脱炭素推進審議官[13]
- 2024年07月01日：環境省自然環境局長[5]
- 2025年07月01日：辞職[8]